# Gerry Hambling
Gerry Hambling (14 juin 1926 - 5 février 2013) est un monteur de films britannique dont le travail est crédité sur 49 films ; il avait également travaillé comme monteur sonore et monteur de télévision. 
Le montage par Hambling de trois films, Les Commitments (1991), Mississippi Burning (1988) et Midnight Express (1978), a été récompensé par les BAFTA Awards du meilleur montage.   
En 1976, Hambling commence une collaboration notable avec le réalisateur Alan Parker qui s'étende à presque tous les films de Parker. Les trois prix BAFTA mentionnés ci-dessus sont tous pour des films réalisés par Parker. 
En plus des trois prix BAFTA, Hambling a été nommé aux BAFTA pour trois autres films (Fame, Another Country et Evita). Six films montés par Hambling ont été nommés pour l'Oscar du meilleur montage de film (Midnight Express, Fame, Mississippi Burning, Les Commitments, Au nom du père et Evita). 
Hambling a été élu membre des American Cinema Editors. Mississippi Burning a remporté le ACE Eddie Award et, en 1998, Hambling a été honoré par le American Cinema Editors Career Achievement Award. 
Il meurt en 2013 à l'âge de 86 ans. 

## Filmographie
- 1956 : Dry Rot (Maurice Elvey)
- 1958 : The Whole Truth (Guillermin)
- 1958 : Sally's Irish Rogue (Pollock)
- 1960 : Norman dans la marine (Robert Asher)
- 1961 : The Kitchen (Robert Hill)
- 1962 : She'll Have to Go (également connu sous le nom de Maid for Murder) (Asher)
- 1963 : Docteur ne coupez pas (Asher)
- 1965 : The Early Bird (Asher)
- 1965 : The Intelligence Men (Asher)
- 1966 : Press for Time (Asher)
- 1966 : Que Riviera Touch (Cliff Owen)
- 1967 : The Magnificent Two (Owen)
- 1969 : The Adding Machine (Epstein)
- 1975 : Moïse (Mosè) de Gianfranco De Bosio
- 1976 : Du rififi chez les mômes (Parker)
- 1978 : Midnight Express (Parker)
- 1980 : Fame (Parker)
- 1981 : Heartaches (Shebib)
- 1982 : Pink Floyd - The Wall (Parker)
- 1982 : L'Usure du temps (Parker)
- 1984 : Another Country : Histoire d'une trahison (Kanievska)
- 1984 : Birdy (Parker)
- 1985 : Invitation to the Wedding (Brooks)
- 1986 : Absolute Beginners (Temple)
- 1987 : Angel Heart (Parker)
- 1987 : Leonard Part 6 (Weiland)
- 1988 : Mississippi Burning (Parker)
- 1990 : Bienvenue au Paradis (Parker)
- 1991 : Les Commitments (Parker)
- 1992 : La Cité de la joie (Joffé)
- 1993 : Au nom du père (Sheridan)
- 1994 : Aux bons soins du docteur Kellogge (Parker)
- 1996 : Evita (Parker)
- 1996 : Lame de fond (Ridley Scott)
- 1997 : The Boxer (Sheridan)
- 1998 : Talk of Angels (Hamm)
- 1999 : Les Cendres d'Angela (Parker)
- 2002 : Mrs Caldicot's Cabbage War (Sharp)
- 2003 : La Vie de David Gale (Parker)

## Voir également
- Liste des collaborations réalisateurs et monteurs